# Chương trình Luna
Chương trình Luna (từ tiếng Nga Луна "Luna" có nghĩa là "Mặt trăng"), đôi khi được truyền thông phương Tây gọi là Lunik, là một loạt các sứ mệnh tàu vũ trụ robot được Liên Xô gửi lên Mặt trăng từ năm 1959 đến năm 1976. Mười lăm chương trình đã được thực hiện thành công, mỗi chiếc được thiết kế như tàu quỹ đạo hoặc tàu đổ bộ, đồng thời đạt được nhiều thành tựu đầu tiên trong lĩnh vực thám hiểm không gian. Họ cũng thực hiện nhiều thí nghiệm, nghiên cứu thành phần hóa học, trọng lực, nhiệt độ và bức xạ của Mặt trăng.
24 tàu vũ trụ được chính thức đặt tên là Luna, mặc dù nhiều tàu vũ trụ khác đã được phóng lên. Những chuyến không đạt được quỹ đạo không được thừa nhận công khai vào thời điểm đó và không được gán số Luna. Những chuyến bay thất bại trong quỹ đạo Trái đất thấp thường được đặt tên là Kosmos (en).  Chi phí ước tính của chương trình Luna năm 1964 là 6–10 tỷ USD.
Vào tháng 8 năm 2023, sau 47 năm,  Roscosmos thực hiện lại sứ mệnh đổ bộ lên mặt trăng với tàu Luna 25. Luna 25 cất cánh vào ngày 10 tháng 8 năm 2023, 23:10 UTC, trên đỉnh tên lửa Soyuz-2.1b từ Sân bay vũ trụ Vostochny ở Vùng Amur viễn đông của Nga.  Vào ngày 19 tháng 8 năm 2023 lúc 11:57 UTC, tàu đổ bộ đã bị rơi trên bề mặt Mặt Trăng sau khi điều động quỹ đạo thất bại.